# کنان‌ویل (یوتا)
کنان‌ویل (به انگلیسی: Cannonville) شهری در ایالت یوتا کشور ایالات متحده آمریکا است که جمعیت آن در سرشماری سال ۲۰۱۰ میلادی، ۱۶۷ نفر بوده‌است.